# Neofit (patriarcha bulharský)
Neofit Bulharský, nebo jenom Neofit (bulharsky Неофит, občanským jménem Simeon Nikolov Dimitrov, bulharsky Симеон Николов Димитров, 15. října 1945 Sofie – 13. března 2024 tamtéž) byl patriarcha Bulharské pravoslavné církve.

## Život
Narodil se 15. října 1945 v Sofii.
Roku 1959 dokončil své základní vzdělání a byl přijat do Sofijského duchovního semináře, který roku 1965 dokončil. Roku 1967 se stal studentem Duchovní akademie sv. Klimenta Ochridského v Sofii, kterou roku 1971 úspěšně absolvoval. V letech 1971–1973 se zabýval studiem církevního zpěvu na Moskevské duchovní akademii. Dne 1. září 1973 byl jmenován učitelem zpěvu a dirigentem studentského sboru akademie sv. Klimenta.
Dne 3. srpna 1975 byl v Trojanském monastýru postřižen na monacha. Dne 15. srpna byl vysvěcen na hierodiakona a 25. března 1976 byl v chrámu Svaté Neděle vysvěcen na hieromonacha.
Od 30. září 1975 do 15. července 1977 byl dirigentem kněžského sboru Sofie. Působil také jako profesor církevních východních zpěvů a liturgické praxe na Teologické akademii v Sofii. Zde působil až do roku 1980. Dne 21. listopadu 1977 jej patriarcha Maxim povýšil na archimandritu. Od 1. ledna 1981 do prosince 1985 byl protosyncelem sofijské metropolie. Dne 8. prosince 1985 byl v chrámu svatého Alexandra Něvského vysvěcen na biskupa s titulem "biskup levkijský" a byl jmenován druhým vikářem sofijské metropolie.
Dne 1. prosince 1989 se stal rektorem Duchovní akademie sv. Klimenta Ochridského, kterým byl do 26. července 1991. Ve stejný rok byl zvolen děkanem teologické fakulty akademie.
Dne 27. ledna 1992 byl jmenován generálním sekretářem Svatého synodu.
Dne 27. března 1994 jej patriarcha Maxim povýšil do hodnosti metropolity s titulem "arcibiskup Dorostolu a Červenu". Později 17. prosince 2001 po rozdělení eparchie Dorostol a zřízení eparchie Ruse získal titul metropolity Ruse.
Dne 24. února 2013 byl Svatým synodem zvolen novým patriarchou Bulharské pravoslavné církve. Zvolen byl 24. února 2013 většinou hlasů (90 oproti 47, které získal jeho protikandidát Gavrail). V letech 2004–2013 působil jako metropolita rusenský.
Během oficiální návštěvy patriarchy Neofita Bulharského v Moskvě, dne 8. března 2016, v moskevském Pokrovském klášteře, moskevský patriarcha Kirill a patriarcha Neofit z Bulharska provedli společnou liturgickou oslavu svatého Serafima Sofijského ruskou a bulharskou pravoslavnou církví.
Zemřel v březnu 2024 ve věku 78 let.

## Vyznamenání
- Řád Stará planina I. třídy – 2015[3]
- Řád svatých Cyrila a Metoděje – 2010[4]
- Řád knížete Jaroslava Moudrého I. třídy – 27. července 2013 – za vynikající církevní činnost zaměřenou na zvýšení autority pravoslaví ve světě a při příležitosti oslav 1025. výročí křtu Kyjevské Rusi[5]
- Řád slávy a cti – Ruská pravoslavná církev, 2013[6]
- Řád svatého Sergeje Radoněžského – Ruská pravoslavná církev, 2014[7]